# Sthulapada padata
Sthulapada padata är en stekelart som beskrevs av T.C. Narendran 1989. Sthulapada padata ingår i släktet Sthulapada och familjen bredlårsteklar. Inga underarter finns listade i Catalogue of Life.